# Omanonabis lovettii
Omanonabis lovettii är en insektsart som först beskrevs av Harris 1925.  Omanonabis lovettii ingår i släktet Omanonabis och familjen fältrovskinnbaggar. Inga underarter finns listade i Catalogue of Life.